# The Rotten Leprechauns
The Rotten Leprechauns er et horror/punk band fra Kolding. Teksterne handler hovedsageligt om zombier, varulve, monstre, fortabt kærlighed og lign. Stilen er oldschool melodisk hardcore.

## Medlemmer

### Nuværende
- Rune Rådden: Bas/Vokal
- Emil Mug: Guitar/Vokal
- Simon Sav: Trommer

### Tidligere medlemmer
- Skelletore: Guitar

## Diskografi
- Toxic Waste
- Sick sick sick
- Længe leve de døde
- Cd fra Dennis Jürgensen Life-supplybox
- S/T 10"